# Mydaea armatipes
Mydaea armatipes är en tvåvingeart som beskrevs av Malloch 1921. Mydaea armatipes ingår i släktet Mydaea och familjen husflugor. Inga underarter finns listade i Catalogue of Life.